# Canadian rustic pony
Canadian rustic pony är en hästras av ponnytyp som avlats fram i Kanada genom korsningar med återuppfödda Tarpaner och andra korsningsponnyer, då alltid korsningar mellan arabiska fullblod och Welshponnyer. Ponnyerna har en mankhöjd på 120–130 cm och visar ofta primitiva tecken och färger. De används främst som ridponnyer eller till körning men är idag mycket ovanliga med få exemplar kvar.

## Historia
Ponnyn utvecklades av Dr. Peter Neufeld i Manitoba i Kanada. Ponnyerna avlades fram genom att man lånade individer av den återuppfödda Tarpanen från Atlanta Zoo i Atlanta i USA. Dessa Tarpaner, som är primitiva, korsades med ädlare ponnyer som var korsningar mellan arabiska fullblod och Welshponnyer. 
1978 kunde dessa ponnyer registreras i ett preliminärt register som var baserat i USA. Den 23 januari 1989 fick ponnyn sin egen förening med säte i Kanada, "Canadian Rustic Pony Association". Vid denna tidpunkt hade hela 72 ponnyer blivit registrerade i USA, men dessa tilläts då dubbelregistreras i både USA och Kanada, även om det vid denna tidpunkt inte fanns några ponnyer utanför Manitoba- och Saskatchewanprovinserna. Men genom att dubbelregistrera de USA-registrerade ponnyerna fick de kanadensiska uppfödarna en bättre överblick över vilket avelsmaterial som var tillgängligt.
De flesta Canadian rustic-ponnyer återfinns fortfarande inom detta område, då antalet ponnyer är mycket lågt och rasen ännu inte fått något större intresse. Idag ligger rasen på prioritet hos Rare Breeds Canada som letar efter genuina exemplar av rasen för att bygga upp beståndet. Då originalraserna fortfarande existerar kan man dock återskapa rasen helt från början om intresset för rasen ökar.     

## Egenskaper
Canadian Rustic-ponnyerna har ärvt många av de primitiva egenskaperna från Tarpanen som en kraftig käke, men är dock något ädlare med ett huvud som antingen har en rak eller lätt inåtbuktande nosprofil. Nacken är kraftig och lätt böjd. Benen är mycket starka med tåliga hovar och rörelserna är mycket goda. Ponnyerna har bland annat en mycket fin och flytande trav.
Ponnyerna har en genomsnittlig mankhöjd på 120–130 cm. Ponnyerna kan vara skimmel, brun och den primitiva borkfärgen som är ett arv från Tarpanen. Ibland visar de ännu fler primitiva tecken som zebraränder på benen, en mörkare ål längs ryggen och delvis rättuppstående man.